# Myleus
Myleus is een geslacht van straalvinnige vissen uit de onderfamilie piranha's (Serrasalminae) van de familie Characidae.

## Soorten
- Myleus altipinnis (Valenciennes, 1850)
- Myleus arnoldi (Ahl, 1936)
- Myleus asterias (Müller & Troschel, 1844)
- Myleus knerii (Steindachner, 1881)
- Myleus latus (Jardine, 1841)
- Myleus levis Eigenmann & McAtee, 1907
- Myleus lobatus (Valenciennes, 1850)
- Myleus micans (Lütken, 1875)
- Myleus pacu (Jardine & Schomburgk, 1841)
- Myleus rhomboidalis (Cuvier, 1818)
- Myleus schomburgkii (Jardine, 1841)
- Myleus setiger Müller & Troschel, 1844
- Myleus ternetzi Norman, 1929
- Myleus tiete (Eigenmann & Norris, 1900)
- Myleus torquatus (Kner, 1858)